# Opération Red Wings
 (avril 2020).
Guerre d'Afghanistan
L'opération Red Wings (« Ailes rouges », en référence aux Red Wings de Détroit) est une opération de contre-insurrection menée par quatre membres de la SEAL Delivery Vehicule Team 1 (SDV 1) détaché au SEAL Team 10, le 28 juin 2005, contre les Talibans de la province de Kounar en Afghanistan. Ces derniers, à cette occasion, infligèrent à l'armée américaine sa défaite alors la plus coûteuse en vies humaines depuis le début de la guerre. Trois des SEAL sont tués durant l'opération initiale, ainsi que 16 militaires américains des Special Operations Forces dans le crash de leur hélicoptère alors qu'ils tentaient d'aider les hommes au sol. Marcus Luttrell fut le seul survivant américain grâce notamment à la protection offerte par des villageois locaux. 

## La mission (27 au 28 juin)

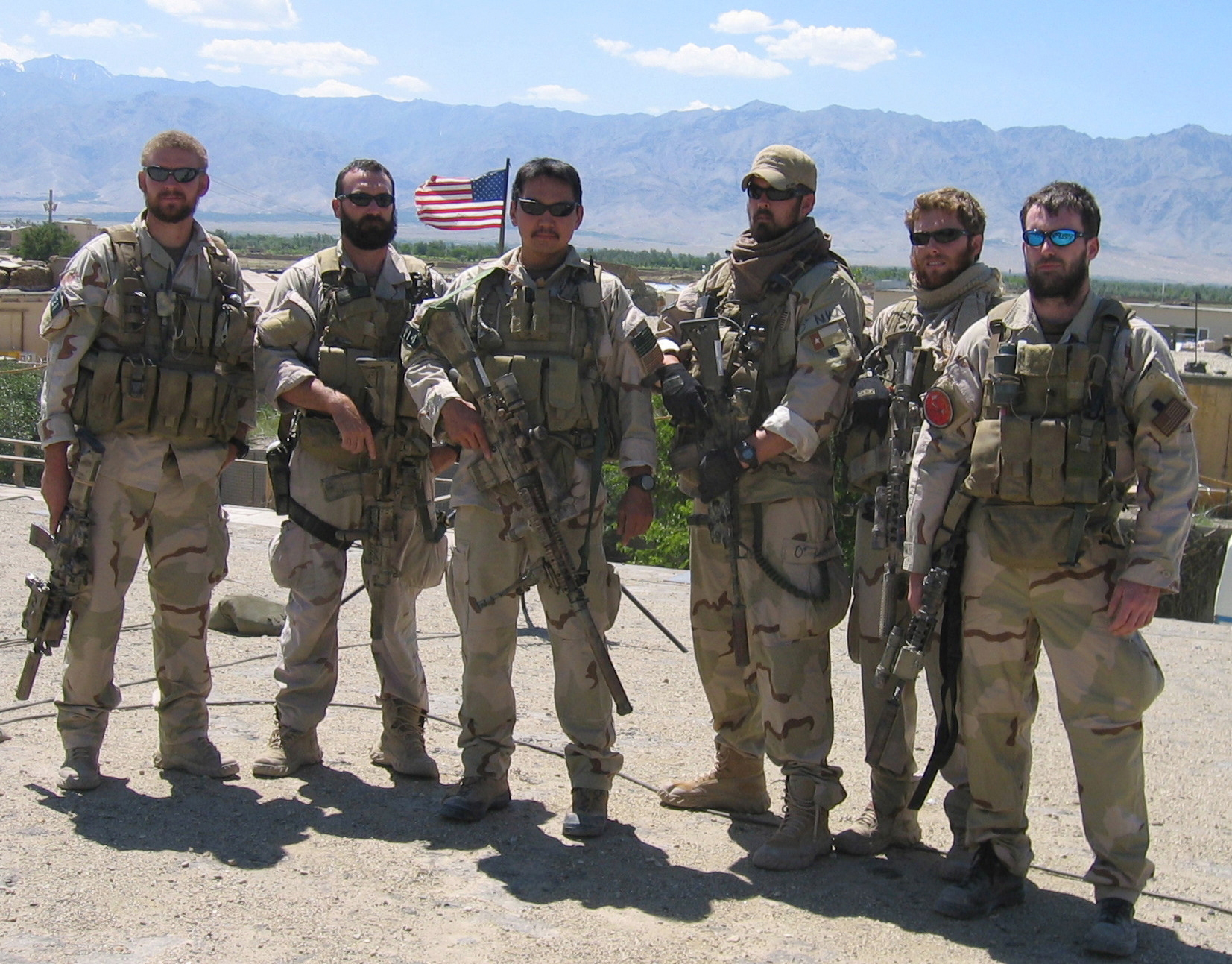
L'équipe SDV 1 avec de gauche à droite, Matthew Axelson, Daniel Healy, James Suh, Marcus Luttrell, Eric Patton et Michael P. Murphy. Luttrell sera le seul survivant.

L'équipe des SEAL était commandée par le lieutenant Michael P. Murphy (guetteur et chef de section) et composée de Danny Dietz (en) (guetteur et opérateur radio), Marcus Luttrell (sniper et médecin) et Matthew Axelson (sniper et éclaireur)  avec pour mission de capturer ou tuer Ahmad Shah (en), un leader taliban à la tête d'un groupe de 80 à 200 insurgés responsable d'attaques mortelles à l'explosif contre des Marines et surnommé les « Tigres des montagnes ».  
La mission fut reportée par deux fois mais reprit le 27 juin 2005. Dès le débriefing, les commandos eurent un mauvais pressentiment : le terrain sur lequel ils doivent évoluer est escarpé et il y a nul endroit où se planquer.
Après une insertion nocturne réussie depuis un CH-47 Chinook, les quatre hommes se mirent en route pour une course de plus de 6 km sur un terrain en pente sous un ciel noir humide et glacial,. Trempés et couverts de boue, ils débouchèrent sur zone en haut d'une falaise, totalement à découvert. La ligne de crête faisant un coude, Axelson jugea bon de couper en ligne droite en redescendant vers la vallée avant de remonter à nouveau. Finalement et après 7 heures de marche exténuante, les SEALS prirent position à 25 m en contrebas du sommet, un escarpement rocheux parsemé de quelques arbres. 
Dietz prit contact avec le QG mais le village de leur cible était hors de portée visuelle, masqué par les arbres alors que l'aube approche. Murphy fit repartir l'équipe pour un point plus bas mais la brume les enveloppa. L'officier amena alors Axelson pour trouver un meilleur endroit et tous deux revinrent au bout d'une heure. Il en fallut une deuxième pour que tout le groupe rejoigne leur nouvelle position, située à moins d'un kilomètre : un piton rocheux à l'extrémité de la crête avec une vue imprenable sur le village ; toutefois, l'endroit n'offre aucun moyen de repli.

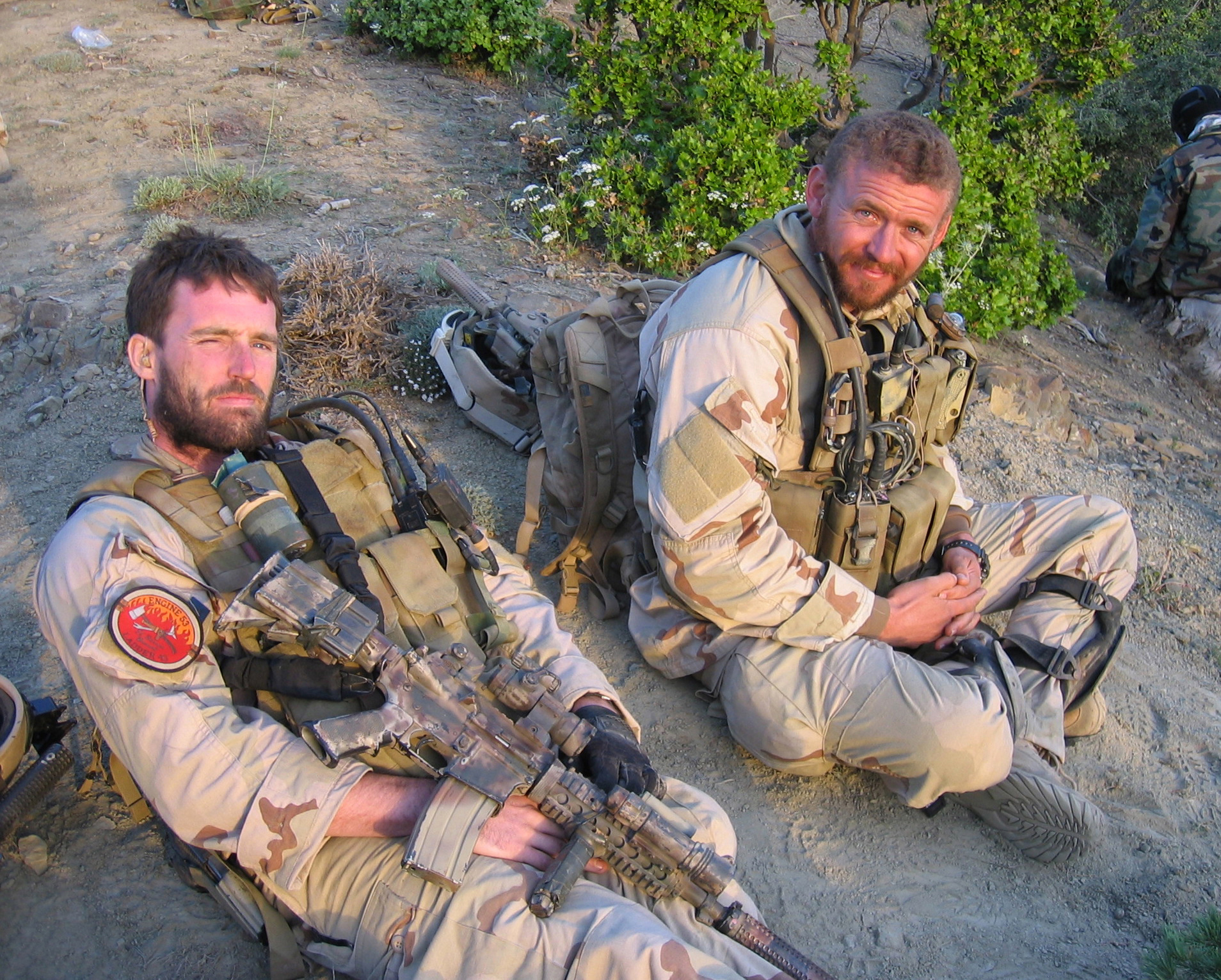
Murphy et Axelson en Afghanistan en 2005.

Tapis immobiles en pleine chaleur, les commandos attendent patiemment que leur cible se montre. C'est alors que Luttrell et Axelson sont soudainement surpris par trois éleveurs de chèvres qui sont immédiatement mis en joue. Murphy et Dietz les rejoignirent et les bergers clamèrent « No taliban » malgré le regard de haine des deux adultes, l'autre étant un enfant de 14 ans. Dans l'impossibilité de confirmer leurs intentions hostiles ou non, Murphy demanda une première fois à ses hommes ce qu'ils devaient faire d'eux. Axelson pense qu'il faut les tuer, Dietz ne s'exprime pas mais fera ce qu'il faudra, et Luttrell pense de même mais souhaite l'avis de Murphy. Ce dernier est réticent et craint une bavure militaire. Dietz tenta alors de prendre contact avec la base, en vain. Axelson et Dietz restèrent sur leur décision et Murphy la sienne, incitant Luttrell à voter comme son chef : les trois bergers sont donc libérés. Jusqu'à la fin de sa vie, Luttrell regrettera sa décision. 
Conscients qu'ils sont maintenant en danger, les SEALS opèrent une retraite jusqu'au sommet, puis jusqu'au point d'arrêt précédent, hors de vue du village, leur meilleure position de défense jusque là. Encore une fois, il leur fut impossible d'établir le contact radio. Ils décidèrent donc ne plus bouger et de faire profil bas, en attendant de reprendre la mission. Ils sont à flanc de montagne dont la falaise se dresse derrière eux à pic. 1h30 après avoir libéré les bergers, la tension nerveuse se dissipe quelque peu et les hommes se reposent. Mais dix minutes plus tard, ils repèrent entre 80 et 100 talibans armés de AK-47, certains armés de lance-roquettes, alignés le long de la crête en surplomb.

## Le combat (après midi du 28 juin)

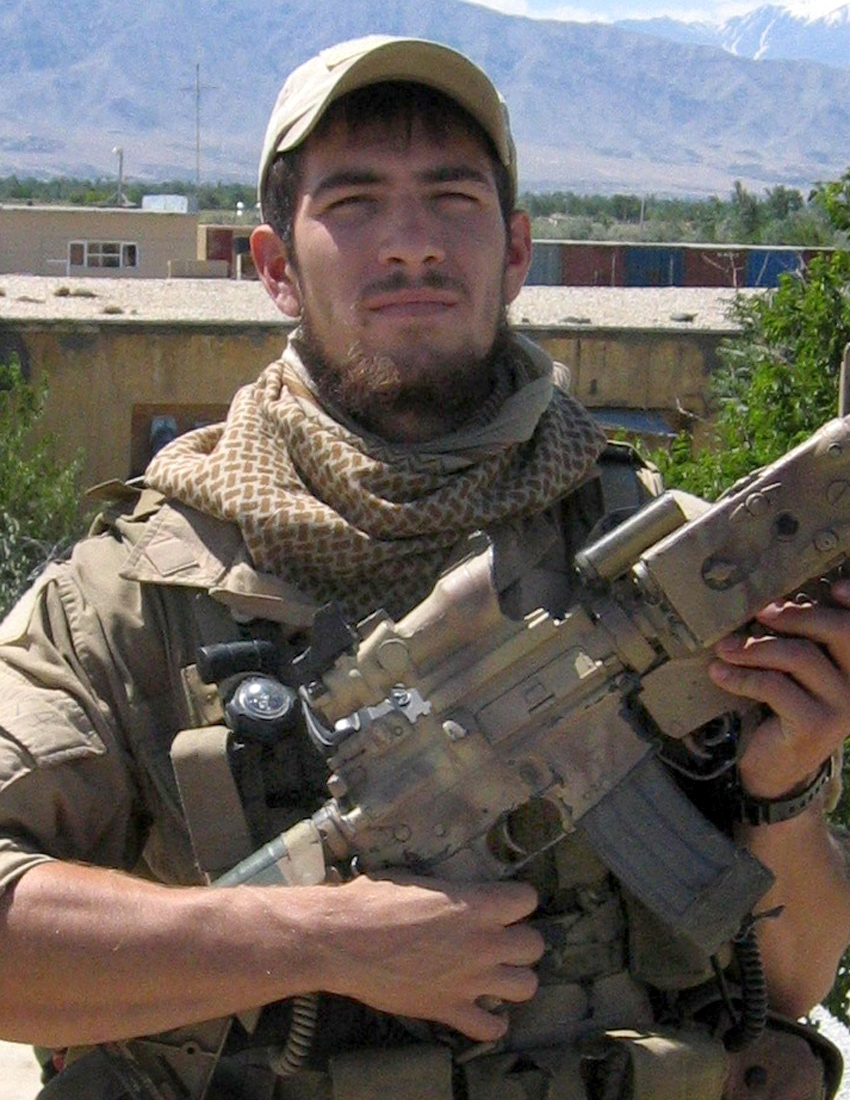
Le premier-maître Danny Dietz fut touché à cinq reprises avant de périr l'arme à la main. Il avait 25 ans.

Les insurgés mettent alors très vite en place une attaque organisée sur les flancs et d'en haut, ne laissant aux Américains comme seule « issue » que la pente escarpée,. Luttrell ouvre le feu le premier et les Talibans arrosèrent alors les Américains qui répliquèrent. Axelson garda le flanc gauche tandis que Murphy tirait au-dessus de Luttrell. Dietz ne tire que d'une main tout en essayant de faire fonctionner la radio de l'autre pour contacter la base aérienne de Bagram. Les Talibans tombent sous les balles les uns après les autres mais d'autres arrivent continuellement en renfort.
Leur situation devenant intenable, Murphy ordonne alors à l'équipe de dévaler la pente raide. Après une dégringolade que Luttrell estime entre 200 et 300 m, l'homme est vivant mais salement amoché et a perdu presque tout son matériel, excepté son arme et ses munitions. À côté de lui, le lieutenant Murphy est tout aussi blessé avec en prime une balle dans le ventre. Les roquettes fusèrent aussitôt et les deux hommes prirent position sous deux troncs d'arbres pour riposter face aux Talibans qui empruntaient à leur tour la pente. Axelson déboula peu après et rejoignit ses deux compagnons. Jusque là, les tirs n'avaient jamais cessé des deux côtés. Dietz dégringola à son tour mais fut assommé sous le choc. Luttrell et Murphy le ramenèrent à l'abri couverts par Axelson. Dietz avait le pouce droit sectionné par une balle, mais il reprit sa place au combat et tint le flanc gauche avec Murphy et Axelson, tandis que Luttrell s'occupait du droit moins menaçant.
Malgré la résistance des Américains, les Talibans continuent de se montrer en nombre et à les pilonner. Seule solution, replonger à nouveau pour atteindre le village en contrebas qui se trouve en terrain plat. Murphy donna l'ordre et le groupe dévissa une nouvelle fois, cette fois sur une dizaine de mètres et atterrirent sur un terrain plus plat. Ils se dispersèrent et engagèrent à nouveau l'ennemi, allant d'un rocher à l'autre. Dietz fut touché une nouvelle fois dans le dos mais continua de tirer malgré le sang qui coulait de sa bouche. C'est alors qu'un troisième tir l'atteignit au cou. Il se redressa, désormais incapable de parler, mais se remit à faire feu... Luttrell en eut les larmes aux yeux.

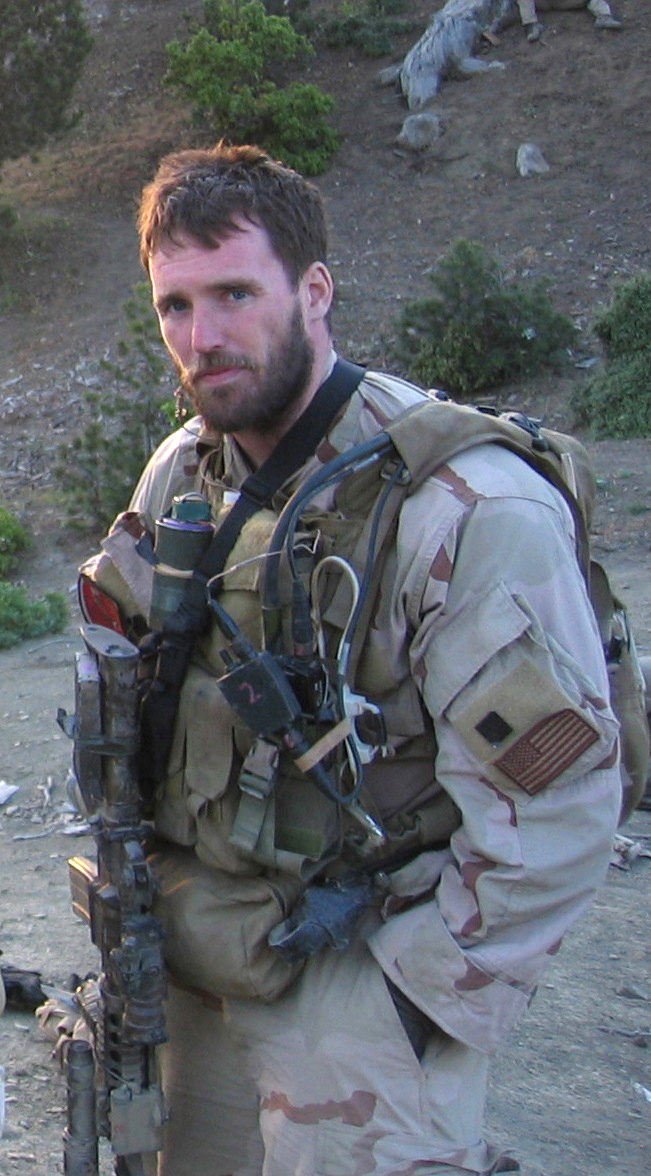
Bien que blessé dès le départ, le lieutenant Michael P. Murphy continuera à commander ses hommes jusqu'au bout. Ses actions lui vaudront la Medal of honor.

Le pilonnage ne diminuant pas, Murphy ordonna un nouveau repli. Axelson et Luttrell s'élancèrent en premiers, couverts par Murphy et Dietz. Dans sa chute, Luttrell se retrouva coincé sous un tronc d'arbre mais une roquette providentielle l'en délogea. 40 minutes interminables se sont déjà écoulées depuis le début des combats et des dizaines de Talibans continuent de se jeter dans la bataille. Dietz souffrait énormément et fut touché une nouvelle fois au cou. Luttrell courut à découvert et le traina comme il pût par l'épaule. Derrière lui, son compagnon continuait toujours pourtant de tirer… Les deux hommes sont alors très vulnérables et mis en joue par un Taliban, mais Axelson les sauvera in-extremis de deux tirs en pleine tête. Les quatre hommes veulent toujours en découdre, y compris Dietz pourtant mal en point. Axelson fut à son tour touché au ventre ; il se redressa pourtant et se remit à tirer.

Murphy opéra une nouvelle retraite avec Axelson, suivis de Luttrell aidant Dietz à marcher en l'encourageant. C'est à ce moment-là qu'un cinquième tir toucha Dietz à la tête et le tua. Luttrell le tira encore sur cinq mètres avant de le lâcher à contrecœur sous les balles des AK-47 toujours en action. Il parvient à rejoindre ses deux autres compagnons, mais les Talibans tiraient maintenant depuis le bas. Fatigués et choqués par la mort de leur frère d'arme, les trois SEALS restants sont prêts à se battre jusqu'à la mort. Après un tir de barrage de roquettes raté, l'ennemi se rapprocha inexorablement et Murphy fut une seconde fois touché en pleine poitrine, avant qu'Axelson ne soit atteint à son tour en plein visage. En dernier recours, Murphy se déplaça en espace découvert et passa avec succès un appel de secours avec son téléphone mobile. 

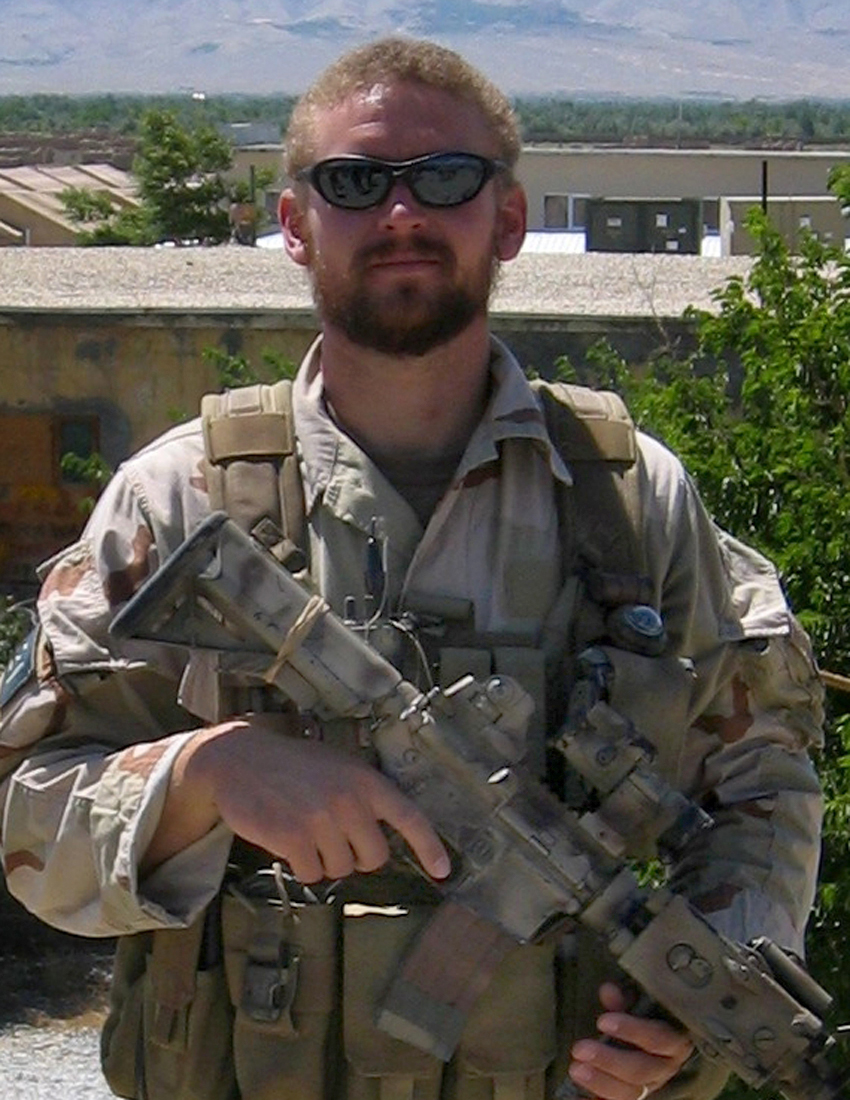
Le quartier-maître Matthew Axelson était l'un des deux snipers du groupe. Son corps sera découvert à quelques centaines de mètres du lieu indiqué par Luttrell, avec deux de ses trois chargeurs de pistolet vides.

 L'officier prit encore une balle dans le dos, se releva néanmoins et pris le temps de remercier la base, avant de revenir en titubant pour continuer à se battre et défendre le flanc gauche. Luttrell demanda à Axelson de se planquer, ce dernier, horriblement blessé sur la partie droite de la tête, ne pouvant presque plus tenir son arme. Assailli de toute part, Murphy demanda de l'aide à plusieurs reprises à Luttrell, posté une trentaine de mètres plus bas. Ce dernier, les larmes aux yeux, fit du mieux qu'il put pour lui fournir un tir de couverture, avant que les cris de son chef ne cessent. Le lieutenant Murphy était mort et quatre Talibans accoururent pour lui tirer encore dessus.
Marcus Luttrell rejoignit alors Axelson planqué dans un trou en train de bander son visage du mieux qu'il pouvait. Ce dernier lui demanda de rester en vie et ses derniers mots furent pour son épouse Cindy. Luttrell resta auprès de lui, refusant de le laisser seul, prêt à mourir avec lui. C'est alors qu'une roquette souffla les deux hommes,. On découvrira plus tard qu'Axelson parvint à reprendre connaissance et à avancer, tout en continuant à vider deux chargeurs avec son pistolet sur les Talibans. Ces derniers finirent par l'achever en le criblant de balles dans la tête, comme pour Murphy. Luttrell, lui, se retrouva projeté par-dessus un ravin. Sonné, le pantalon arraché, l'homme se retrouva dans un trou avec la jambe gauche criblée d'éclats métalliques, outre le visage amoché, le nez, le dos et l'épaule cassés à la suite des différentes chutes. Vers 13h40, les coups de feu cessèrent pour la première fois, mais les Talibans recommencèrent à tirer à l'aveuglette. Luttrell parvient à ramper sans se faire repérer dans une petite crevasse rocheuse et s'y planquer pendant que l'ennemi fouillait la zone. Le soldat devait rester ainsi 8 h sans bouger.

## Échec de l'opération de secours
Alerté par Murphy, les SEALS se mirent en branle pour sauver leurs camarades sous les ordres du Lieutenant commander Eric Kristensen. La force de réaction rapide était initialement constituée de seulement deux hélicoptères MH-47D car les autres appareils, notamment les Apaches, étaient occupés dans d'autres combats. Lors de leur arrivée sur place, les deux Chinook furent rapidement pris pour cibles. Un des hélicoptères MH-47D tenta d'insérer les commandos mais une roquette de RPG-7 le toucha au niveau du réservoir lors de la stabilisation. Plusieurs hommes furent projetés à l'extérieur et l'hélicoptère dévala la pente en flamme, entraînant la mort des 16 soldats se trouvant à bord :

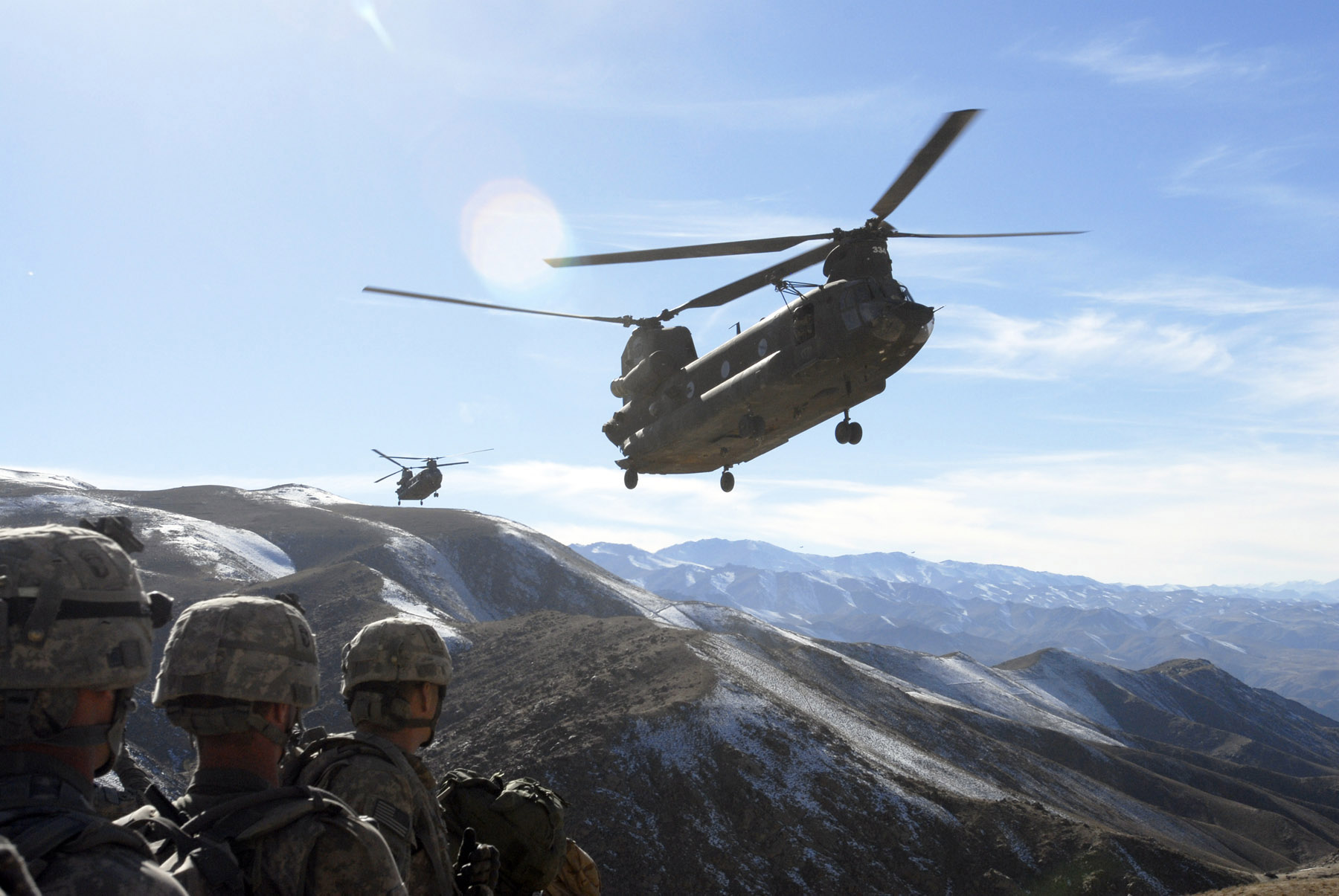
CH-47 en Afghanistan en 2008. C'est entre autres sur ce type d'hélicoptère lourd que les commandos américains étaient déposés et exfiltrés sur le terrain.

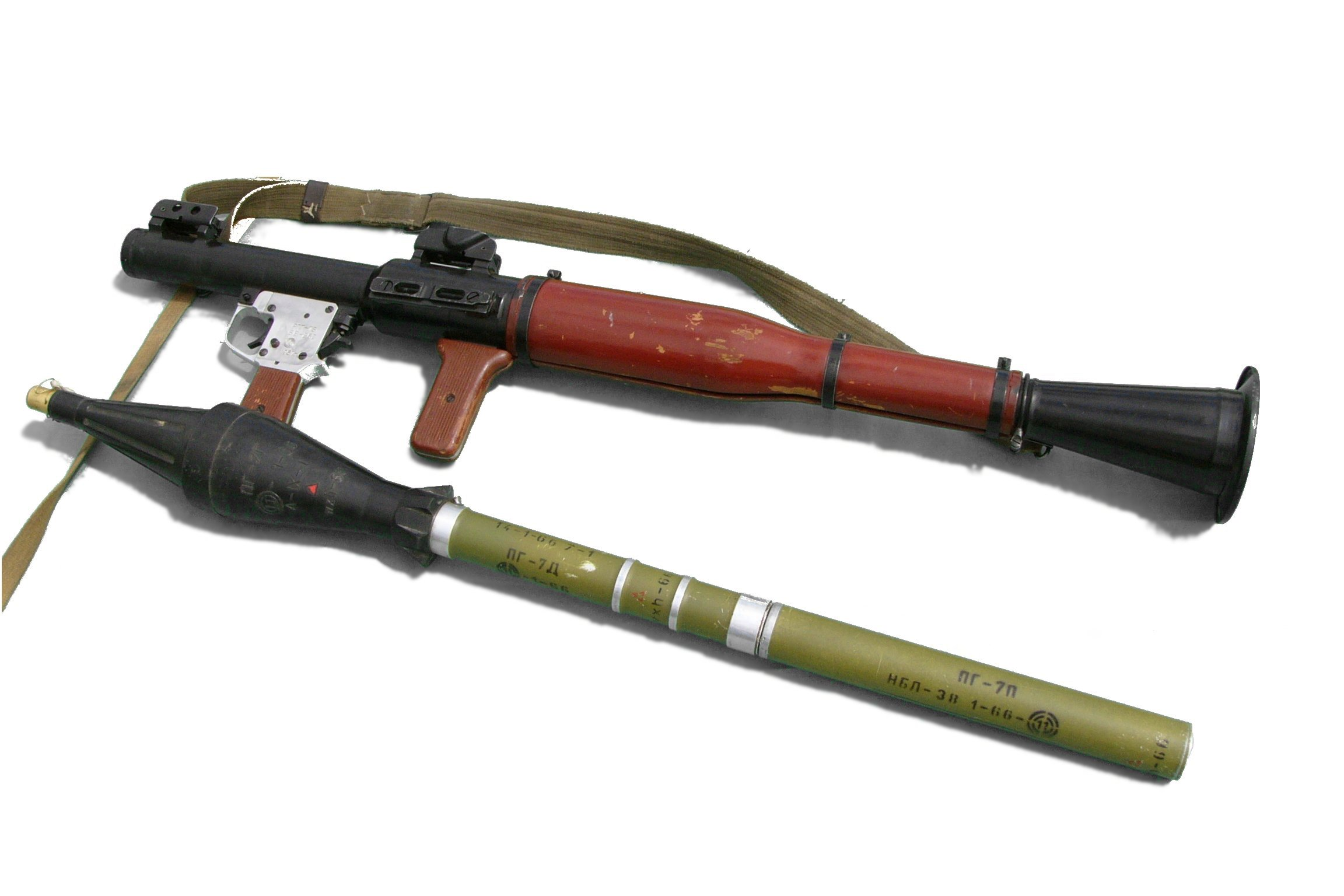
Un lance roquette RPG-7 et sa munition.

160th Special Operations Aviation Regiment
- Commandant  Stephen C. Reich
- Adjudant-chef Chris J. Scherkenbach
- Adjudant-chef Corey J. Goodnature
- Sergent-chef James W. Ponder
- Sergent Marcus V. Muralles
- Sergent Mike L. Russell
- Sergent Shamus O. Goare
- Sergent Kip A. Jacoby

SEAL Delivery Vehicle Team 1
- Chef Daniel R. Healy
- Quartier-maître James E. Suh
- Quartier-maître Shane E. Patton

SEAL Team 10
- Lieutenant commander Eric S. Kristensen
- Lieutenant Mike M. McGreevy
- Chef Jacques J. Fontan
- Maître Jeffery A. Lucas
- Maître Jeffrey S. Taylor

La force américaine principale comportant huit hélicoptères (deux MH-47D du 160th Special Operations Aviation Regiment (Airborne), quatre UH-60 Black Hawk et deux AH-64D Apache Longbow) quadrilla à son tour la zone. De sa planque, Luttrell pouvait apercevoir les pilotes mais il lui fut impossible de les appeler par radio car il avait la gorge sèche et pleine de poussière ; il avait également perdu sa gourde. Il actionna donc sa balise de détresse et entendit via son émetteur que les pilotes l'avaient capté. Problème, les Talibans volaient souvent ces radios pour attirer les Américains dans des traquenards et les militaires américains avaient appris à se méfier des signaux non suivis d'un message oral.
La nuit tomba progressivement et Luttrell utilisa des signaux lumineux pour attirer l'attention mais personne ne le repéra. Dangereusement déshydraté, Luttrell commença toutefois à retrouver l'usage de ses jambes, mais il était maintenant seul et ne pouvait désormais compter que sur ses propres moyens pour survivre.

## Une lutte pour la survie (28 au 29 juin)

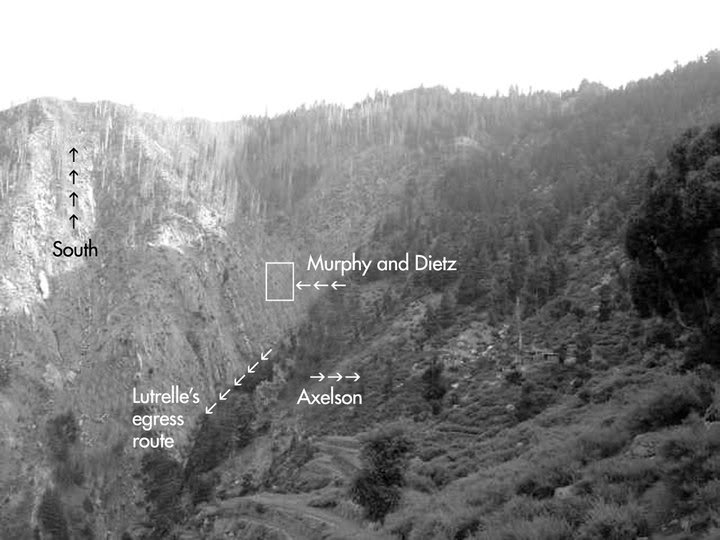
Photographie de la zone d'embuscade.

L'obscurité était maintenant totale mais Luttrell, allongé sur le dos dans sa crevasse, pouvait encore voir à environ 150 m de lui, le reflet des canons de AK-47 de quelques Talibans qui le cherchaient sur la pente remontante du canyon d'en face. Peur d'être découvert, Luttrell n'hésita pas : il pointa la lunette de son Mk. 12 muni d'un silencieux sur l'un des assaillants et le descendit. Deux de ses camarades accoururent armes prêtes à faire feu et ils subirent le même sort.
La soif devenant insupportable, Luttrell se releva difficilement en caleçon dans l'air glacial de l'Hindou Kouch. Sans le savoir, l'homme a trois vertèbres brisées et se rend compte que plusieurs tendons du poignet sont rompus, outre le visage amoché. La jambe droite est à peu près valide mais pas la gauche toujours criblée d'éclats. Malgré cela, Luttrell n'a d'autre choix que de regrimper la montagne en pleine nuit pour atteindre les hauteurs, dans l'espoir d'être récupéré par hélicoptère.
Durant plusieurs heures, Luttrell remonta difficilement la pente en s'aidant des rochers et de la végétation, tout en faisant attention de ne pas se faire repérer, les Talibans sillonnant toujours la zone. Outre ses blessures, la fatigue et la soif, la corpulence de Luttrell (il pesait 105 kg) s'avéra un handicap de plus. Le SEAL chuta une première fois de plusieurs mètres, heureusement sans gravité et il lui fallu vingt bonnes minutes pour reprendre son souffle, et deux heures de plus pour revenir de là où il était tombé. Il est alors 2h matin. Luttrell arriva à proximité d'un torrent mais trop proche d'où gisaient le corps de ses camarades, il se résolut à en chercher un autre. Grâce aux techniques de survie apprises chez les commandos, Luttrell put se guider aux étoiles. Vers 6h du matin, il emprunta un sentier mais dut marcher encore plusieurs heures pour trouver une zone plus dense en végétation, avec l'espoir d'y trouver de l'eau, d'autant que le soldat était maintenant en proie à des hallucinations.

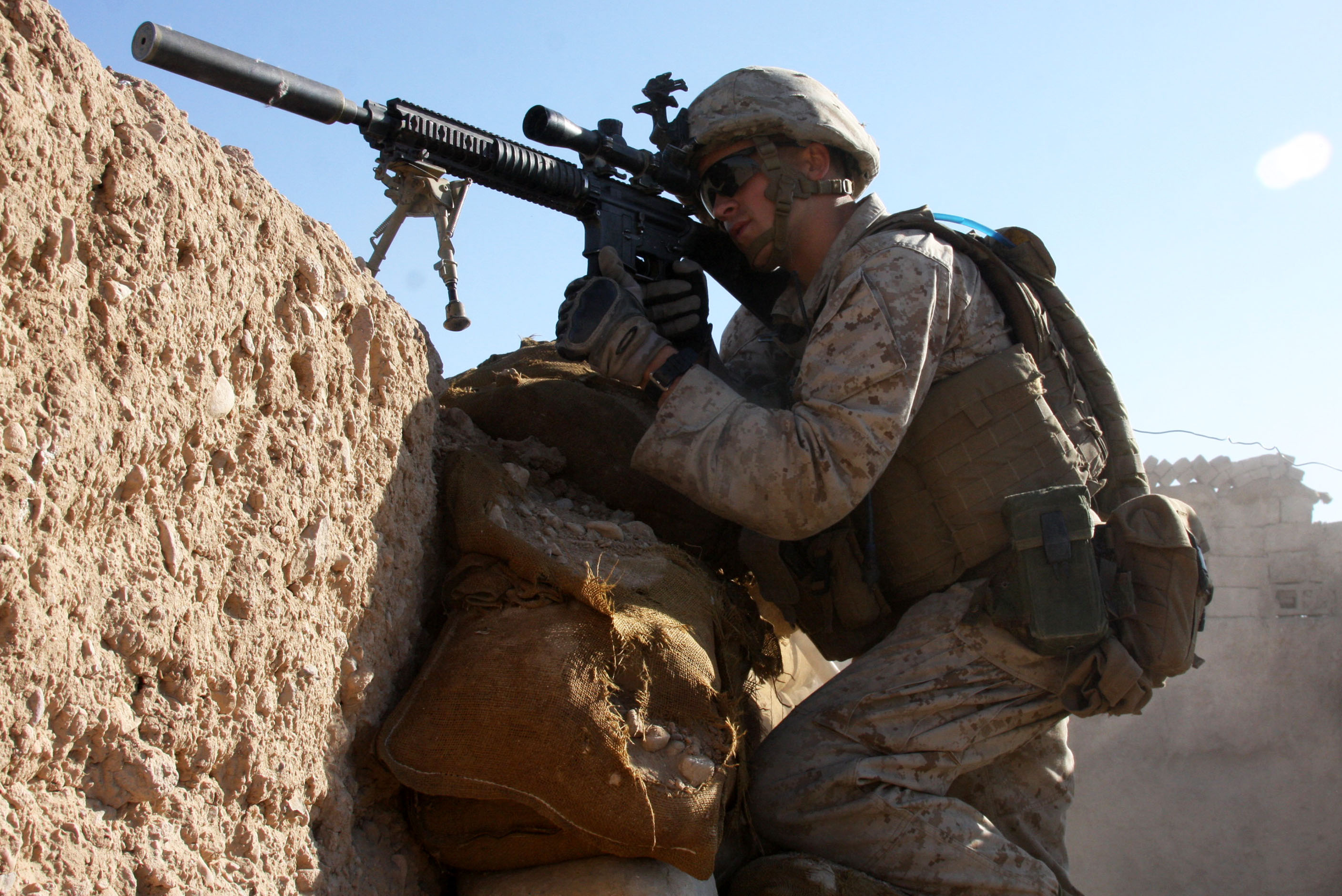
Un Mk12 Mod 1 de l'US Marine Corps en Afghanistan en 2010. Marcus Luttrell perdit le sien plus d'une fois en chutant ; à chaque fois pourtant, l'arme avait suivi sa course comme un ange gardien veillant sur lui.

Il entendit finalement le ruissellement tant recherché mais en cherchant un moyen de l'atteindre, une balle lui transperça le haut de la cuisse gauche. Luttrell dévissa de nouveau ce qui par chance, lui permit d'éviter les autres tirs. Il atterrit sur un sol meuble et se mit à ramper et à rouler pendant quarante minutes sous les balles, avant de prendre position sur du plat entre deux rochers. Il arma son fusil et tua son premier poursuivant. Deux autres arrivèrent en même temps et Luttrell les élimina en dégoupillant une grenade. Perdant du sang à la cuisse et au bord de l'épuisement, le SEAL repartit en direction du torrent, et finit par se retrouver à quelques mètres à peine au-dessus. Plus loin en contrebas se trouvait un village dont certaines maisons étaient accrochées à flanc de montagne. Mais avant même d'avoir pût atteindre l'eau, sa jambe gauche céda et Luttrell dévissa de nouveau sur environ 450 m. La soif aidant, il remonta de nouveau à quatre pattes, et après plusieurs heures d'efforts et s'être évanoui à deux reprises, l'homme pût enfin étancher sa soif ainsi que laver ses blessures. Il était alors environ 16 h ; lorsqu'il releva la tête, trois hommes armés de Kalachnikov le surplombaient.

## Amis ou ennemis
L'un d'eux se mit à lui crier quelque chose mais Luttrell détala pour récupérer son fusil et se positionner pour ce qu'il pensait être son dernier combat. Trois autres hommes armés arrivèrent sur lui et la situation semblait vraiment désespérée. Pourtant, quelque chose clochait car aucun de ces hommes n'avaient encore tiré, alors qu'ils auraient pu le faire depuis longtemps. Luttrell pensa tout d'abord qu'ils voulaient qu'il se rende mais aucun SEAL ne pouvait s'y résoudre. Mais sans aide médicale et au bord de l'évanouissement, l'Américain n'en avait plus pour très longtemps à tenir. Luttrell baissa alors son arme et put entendre l'un des hommes dire : « American ! OK ! OK ! »
Luttrell comprit alors que ces hommes ne lui voulaient pas de mal et qu'ils n'avaient pas l'allure habituelle des Talibans. Un dénommé Sarawa s'approcha de lui en lui souriant et lui expliqua en mauvais anglais qu'il était le médecin du village. À force de converser, un climat de confiance s'établit d'autant que ces hommes étaient au courant de la fusillade de la veille. Suivant un code d'honneur ancestral (le lokhay) conforme à la tradition culturelle Pashtunwali, les Afghans décidèrent d'emporter le soldat blessé au village (Sabray) et de lui offrir hospitalité et protection. Luttrell au bord de l'épuisement, se laissa faire non sans garder son fusil et une dernière grenade, prêt à se faire exploser si nécessaire,.
Une fois sur place, Sarawa redonna à boire au soldat et nettoya sa jambe en enlevant les éclats de métal, puis la banda. Luttrell fut ensuite placé dans une des maisons en torchis où il reçut des vêtements propres et de la nourriture. Pour ne pas attirer l'attention des Talibans, son arme lui fut toutefois retirée par précaution. En pleine nuit pourtant, huit d'entre eux déboulèrent dans sa pièce et se mirent à le passer à tabac. L'Américain encaissa dur comme sait le faire un SEAL mais ne pouvait fuir. Les agresseurs lui cassèrent le poignet, le menacèrent au couteau et se vantèrent d'avoir tué tous ses compagnons et abattu un hélicoptère, tout en vociférant toute leur haine contre les Américains. Après six heures de calvaire, le patriarche du village entra dans la pièce vers minuit.
Les Talibans s'écartèrent et l'homme barbu de petite taille donna à Luttrell à boire et à manger. Puis il se tourna vers ses agresseurs et leur rappela calmement leur loi tribale sans que personne n'eut son mot à dire. Les Talibans quittèrent donc les lieux et Sarawa revint plus tard avec d'autres hommes armés. Luttrell fut déplacé hors du village en pleine nuit jusqu'à une grotte. Il fut laissé là seul avec comme seule gourde une vieille bouteille de Pepsi nauséabonde et sans nourriture, pensant que les Afghans l'abandonnaient,.
Au matin du 30 juin pourtant, un des hommes du village revint avec du pain et du lait de chèvre. Sarawa arriva après et examina sa blessure et lui donna de l'eau, avant de laisser une sentinelle à l'entrée de la grotte. Puis, une journée supplémentaire s'écoula.

## La loi pachtoune

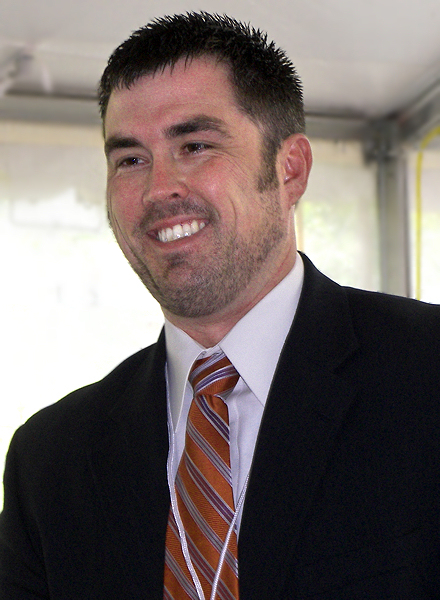
Marcus Luttrell sera le seul survivant de l'opération Red Wings. Blessé, il sera recueilli plus tard par des villageois afghans qui le protégeront des Talibans.

Luttrell fut déplacé à nouveau dans le plus grand silence afin de ne pas attirer les Talibans postés tout autour du village. Ils l'amenèrent sur un plateau où peu avant l'aube, Sarawa s'occupa de nouveau de sa jambe, avant de le conduire dans une maison sur les hauteurs de Sabray. Luttrell y rencontra le fils du patriarche Mohammad Gulab, 33 ans et chef de la police locale, qui lui fit comprendre qu'il était désormais sous sa protection, et qu'un garde du corps serait toujours présent. Luttrell sympathisa avec les enfants qui le surnommèrent « Docteur Marcus » et les villageois lui indiquèrent qu'un avant-poste américain se trouvait de l'autre côté de la montagne à 3 km. Mais le soldat pouvait toujours à peine marcher. Le patriarche indiqua à Luttrell que sa position vis-à-vis des Talibans était délicate. Vu l'état du soldat, le vieil homme décida de lui-même de parcourir la cinquantaine de kilomètres qui le sépare de la base américaine d'Assadâbâd. Luttrell n'en sut rien à ce moment-là et ne put jamais le remercier. Peu avant minuit, nouveau déménagement par précaution cette fois pour une nuit à la belle étoile, avant de revenir dans la maison au matin.  
Souffrant toujours de l'épaule, du dos et de la jambe, Gulab fit venir un vieil homme qui donna à Luttrell de l'opium : l'effet fut spectaculaire et les douleurs cessèrent graduellement. Dehors dans le ciel, des Black Hawk et Chinook sillonnaient les environs mais Luttrell ne put attirer leurs attentions. Gulab lui révéla finalement que son père était parti seul pour Assadâbâd. Il lui montra également une lettre du bras droit d'Ahmad Shah exigeant des villageois qu'on leurs remette l'Américain. Mais Gulab le rassura que ça n'arrivera jamais. Luttrell voulut plusieurs fois lui offrir sa montre en guise de remerciement mais sans succès. En milieu de matinée, les villageois lui indiquèrent un parachute puis lui rendirent son équipement : fusil, munitions et radio PRC-148. Les villageois et les enfants fouillèrent la zone de largage et ne trouvèrent qu'un manuel d'instruction pour téléphone portable, une ration de combat et une batterie, hélas non compatible avec la PRC-148. Les Talibans avaient récupéré tout le reste dont le téléphone et avaient frappé les enfants pour les empêcher de récupérer quoi que ce soit. Luttrell en eut la rage au ventre et passa le reste de la journée à les soigner.
Conscient que l'armée américaine cherche encore un SEAL vivant, Luttrell brancha sa balise de secours et la laissa sur le rebord de la fenêtre. La réaction ne se fit pas attendre puisque l'après-midi même, un bombardement pilonna les Talibans à en faire trembler le village. Pour ne pas risquer la vie de ses habitants, Gulab et Luttrell ainsi que deux autres hommes décidèrent qu'ils partiront avant minuit vers Monagee, le village où se trouve l'avant-poste américain. Mais le soir, le ciel de l'Hindou Kouch se déchaina en un violent orage qui dura une bonne partie de la nuit, prémices du début de la mousson. Gulab laissa donc dormir son hôte et le départ fut reporté. Le lendemain dimanche, Luttrell sortit dehors pour se calmer les idées, frustré par ce nouveau report. Guère longtemps toutefois car les Talibans attaquèrent le village. Gulab courut vers Luttrell et l'aida à se mettre à l'abri, puis il partit pour revenir avec un AK-47 et le Mark 12 du soldat.
Bientôt, les coups de feu retentirent durant trois quart d'heure. Cependant, les Talibans s'étaient contentés de traverser le village en tirant en l'air en criant « mort aux infidèles » .

## OpérationRed Wings II
Il est désormais plus que temps de partir. Gulab et Luttrell se mirent en route, le premier aidant le second à marcher. Mais sur le chemin, ils tombèrent nez à nez avec Ahmad Shah et ses hommes. Bien que tous eurent la possibilité d'ouvrir le feu, Luttrell le premier, Gulab et Shah discutèrent en aparté et malgré les menaces de ce dernier sur sa famille, le flic du village ne se laissa pas intimider et il put repartir sauf avec Luttrell. Rejoint par d'autres hommes, le groupe s'enfonça dans la forêt pentue, aidant l'Américain qui, malgré sa perte de poids (une quinzaine de kg), pesait un âne mort pour les bras frêles des Afghans. . Ils le poussèrent à l'épaule pour passer un affleurement rocheux ; en relevant les yeux, Luttrell tomba sur un soldat Afghan puis deux Rangers. Après identification, l'un d'eux le prit dans ses bras et d'autres Américains dont des Bérets verts surgirent de partout. Ils étaient en mission de recherche depuis le mercredi 29 juin.

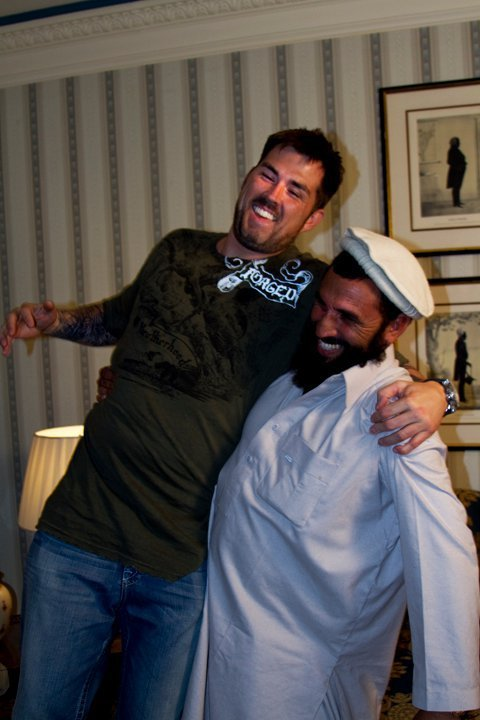
Marcus Luttrell et Mohammad Gulab en 2010.

Les vingt commandos armés jusqu'aux dents avaient localisé Luttrell grâce à l'émission de sa radio posée sur la fenêtre. Tous repartirent pour le village établir un périmètre de sécurité. Le danger était toujours présent, mais des Ah-64 Apache se tenaient en couverture prêt à agir. Luttrell put faire un premier rapport de mission, notamment la perte de ses trois camarades. Sarawa était présent, tout comme Gulab qui ne l'avait jamais quitté. La nuit, après des adieux émouvants aux villageois, les Américains et quelques Afghans rallièrent un point d'extraction. Peu avant 22 h, le bruit d'un gros hélicoptère apparut tout comme les Talibans qui avaient visiblement décidé d'un ultime assaut. Mais l'USAF veilla au grain et lancèrent bombes et missiles sur la montagne. Tout danger était maintenant écarté et l'hélicoptère exfiltra tout le monde jusqu'à Assadâbâd. Là, Marcus Luttrell fit des adieux émouvants à Mohammad Gulab qui refusa une énième fois sa montre et le SEAL réembarqua pour Bagram, là où moins d'une semaine plus tôt, il attendait sur le tarmac avec Mikey, Axe et Danny le feu vert pour l'opération Red Wings.

## Suites
Dans les semaines qui suivent le sauvetage de Marcus Luttrell, Gulab et sa famille reçurent des menaces des talibans et furent donc transférés à Asadabad.
En 2015, Gulab et sa famille vivaient en sécurité hors de l'Afghanistan, mais ont demandé aide et asile aux États-Unis,.
Le chef taliban, Ahmad Shah, n'aurait jamais risqué un combat pour récupérer l'Américain car il était en infériorité numérique et savait que d'autres parents et villageois viendraient à l'aide de Gulab. Shah sera finalement tué en avril 2008 lors d'un accrochage avec les forces pakistanaises.

## Pertes américaines et talibanes
Les forces américaines auront perdu 19 hommes et un hélicoptère. 
Le chef de l'équipe, Michael P. Murphy, sera décoré à titre posthume de la Médaille d'honneur pour son courage lors de l'accrochage. Son corps et celui de Danny Dietz (en) furent récupérés en même temps, celui de Matthew Axelson un peu plus tard grâce au père de Gulab qui guida une autre équipe SEAL sur les lieux. Dietz, Axelson et Marcus Luttrell recevront tous trois la Navy Cross.
Les pertes talibanes sont incertaines. La citation de la Medal of Honor du lieutenant Murphy parle de 35 pertes talibanes estimées lors de l'attaque initiale.

## Livre et film
L'opération est le sujet du livre Le Survivant paru en 2007, adapté au cinéma sous le nom Du sang et des larmes (Lone Survivor) de Peter Berg en 2013.